# John Tyler
John Tyler (29 tháng 3 năm 1790 - 18 tháng 1 năm 1862) là Tổng thống Hoa Kỳ thứ 10 tại nhiệm từ năm 1841 đến năm 1845. Trong cuộc bầu cử Tổng thống năm 1840, ông được Đảng Whig bầu chọn để đứng ra để đồng ứng cử với Tổng thống William Henry Harrison. Sau khi Harrison đắc cử, Tyler trở thành Phó Tổng thống Hoa Kỳ thứ 10 vào năm 1841. Tuy nhiên, Tyler chỉ giữ chức vụ này trong một khoảng thời gian ngắn. Khi Tổng thống lúc bấy giờ là Harrison qua đời vào tháng 4 năm 1841 (chỉ 1 tháng sau khi nhậm chức), Tyler lên giữ chức vụ Tổng thống để thay cho người tiền nhiệm quá cố. Ông ủng hộ việc quyền lực chính trị thuộc về chính phủ các tiểu bang thay vì chính phủ liên bang. Đồng thời, với cương vị là Tổng thống, ông chỉ áp dụng các chính sách mang tính chủ nghĩa dân tộc khi mà các chính sách đó không xâm phạm đến quyền lực của các bang. Sự thăng chức đầy bất ngờ của Tyler đã trở thành sự đe dọa cho tham vọng trở thành chủ nhân Nhà Trắng của Henry Clay và các chính trị gia khác. Do đó, ông đã phải chịu sự ghẻ lạnh từ cả hai đảng chính trị lớn thời bấy giờ.
Tyler được sinh ra trong một gia đình danh giá ở tiểu bang Virginia và trở thành một nhân vật quốc gia trong thời điểm chính trị Hoa Kỳ có sự biến động. Vào những năm 1820, đảng chính trị duy nhất tại Hoa Kỳ là Đảng Dân Chủ-Cộng Hòa bị phân tách thành nhiều đảng phái khác nhau. Ban đầu, ông là một người theo Đảng Dân Chủ. Tuy nhiên, ông lại bất đồng với Tổng thống Andrew Jackson (đảng Dân Chủ) trong cuộc khủng hoảng vô hiệu hóa (tiếng Anh: Nullification Crisis). Đồng thời, ông chỉ trích Tổng thống Jackson vì nhận thấy Jackson đã vi phạm vào nhiều quyền của các tiểu bang cũng như đã quá lạm dụng quyền hành pháp của mình trong cuộc Chiến tranh Ngân Hàng. Những điều trên đã dẫn đến việc Tyler quyết định đi theo phía Đảng Whig. Trước khi bước vào Nhà Trắng, ông từng là dân biểu của Hạ viện bang Virginia cũng như là Thống đốc của tiểu bang này. Đồng thời ông cũng là dân biểu của cả Hạ Viện và Thượng Viện Hoa Kỳ. Trong cuộc bầu cử Tổng thống năm 1840, Đảng Whig đã lựa chọn đặt tên ông lên lá phiếu bầu để lôi kéo những người ở miền Nam đất nước ủng hộ việc quyền lực thuộc về chính phủ các tiểu bang. Điều này dẫn đến kết quả là Tổng thống Martin Van Buren thất bại trong cuộc vận động tái tranh cử của ông.
Do sự ra đi đột ngột của Tổng thống Harrison, Tyler trở thành vị Phó tổng thống đầu tiên kế vị chức vụ Tổng thống mà không cần bỏ phiếu. Thêm vào đó, vì người tiền nhiệm quá cố Harrison chỉ đảm nhiệm chức vụ của mình trong vòng một tháng, nên Tyler là người đảm nhiệm chức Tổng thống mà không phải qua bầu cử lâu nhất trong lịch sử nước Mỹ. Trước sự mập mờ của Hiến Pháp Hoa Kỳ, Tyler đã nhanh chóng tuyên thệ, chuyển vào sống trong Nhà Trắng, cũng như là bắt đầu nắm giữ toàn quyền của Tổng thống. Việc làm này đã trở thành tiền lệ cho thứ tự kế vị Tổng thống được quy định trong Tu chánh án thứ 25 của Hiến Pháp Hoa Kỳ. Tyler nhận thấy rằng nhiều nền tảng chính trị của Đảng Whig đi ngược lại với Hiến Pháp, nên ông đã phủ quyết rất nhiều bản dự luật thông qua bởi chính đảng của ông. Nhận thấy rằng Tổng thống nên có quyền đưa ra chính sách thay vì Quốc Hội, ông đã tìm cách bỏ qua các giá trị nền tảng của Đảng Whig cũng như là phớt lờ Thượng Nghĩ sĩ đến từ Kentucky là Henry Clay. Điều này đã dẫn đến việc hầu hết Nội các của Tổng thống Tyler từ chức rất sớm trong nhiệm kỳ của ông. Đồng thời những người trong Đảng Whig đã đặt biệt danh cho ông là "His Accidency" cũng như là trục xuất ông ra khỏi Đảng của họ. Ngoài ra, Tyler cũng là vị Tổng thống đầu tiên chứng kiến sự phủ quyết của mình bị phủ quyết ngược lại bởi Quốc Hội. Mặc dù gặp phải khá nhiều bế tắc trong các chính sách đối nội, ông lại đạt được khá nhiều thành tựu trong chính sách đối ngoại. Tiêu biểu của điều này là ông đã ký kết Hiệp định Webster - Ashburton với Anh Quôc hay là Hiệp định Wanghia với nhà Thanh.
Năm 1836, Cộng hòa Texas ly khai khỏi Mexico. Vì Tổng thống Tyler là một người có niềm tin sâu sắc vào vận mệnh hiển nhiên, nên ông đã nhận thấy sự sáp nhập của Texas vào Liên bang sẽ mang lại một lợi ích to lớn về kinh tế cho nước Mỹ. Do đó, ông đã cố gắng hết sức để Texas có thể sáp nhập vào Hoa Kỳ. Trong cuộc bầu cử Tổng thống tiếp theo, Tyler ban đầu dự định đứng ra tái tranh cử để có được một nhiệm kỳ trọn vẹn. Tuy nhiên, do ông không có được sự ủng hộ của cả Đảng Whig và Đảng Dân Chủ, ông đành phải rút lui để ủng hộ ứng cử viên Đảng Dân Chủ James K. Polk - một người ủng hộ việc sáp nhập Texas vào liên bang. Ba ngày trước khi mãn nhiệm, Tyler đã ký bản dự thảo để sáp nhập Texas vào Hoa Kỳ. Khi Polk đắc cử Tổng thống, ông vẫn tiếp tục chính sách này cho đến khi sự sáp nhập hoàn tất. Sau khi cuộc Nội chiến Hoa Kỳ diễn ra vào năm 1861, Tyler đắc cử trở thành dân biểu của Hạ Viện Liên Minh miền Nam Hoa Kỳ trong một khoảng thời gian ngắn trước khi ông mất. Mặc dù một số người ca ngợi sự nghiệp chính trị của Tyler, các nhà sử học vẫn đánh giá khá thấp nhiệm kỳ Tổng thống của ông. Mặt khác, ông bị coi là một vị Tổng thống mờ nhạt trong ký ức văn hóa của người Mỹ.

## Tiểu sử
Ông sinh ra tại Quận Charles City thuộc tiểu bang Virginia

## Họ và tên
John Tyler. Ông được đặt theo tên cha.

## Ngoại hình
John Tyler khá cao (hơn 1m8) và gầy. Ông có đôi mắt xanh, mái tóc nâu gơi sóng rất đẹp, hai tay to, môi mỏng và trán cao. Hai má chảy xệ từ gò má cao xuống chiếc càm nhỏ.

## Tính cách
Tyler hội tụ đủ những sự quyến rũ đầy duyên dáng và ấn tượng, cách nói năng nhẹ nhàng và thân mật đặc trưng cho lớp người miền Nam sung túc đầu thế kỉ XIX.

## Tổ tiên
Tyler là người gốc Anh. Năm 1653, cụ 3 dời của ông - Henry Tyler (khoảng 1604-1672) di cư từ Shropsire, Anh Quốc, và tới định cư gần Williamsburg, Virginia. Theo bản sơ khai yếu của chính ông thì Tyler là cháu chắt của Wat Tyler (mất vào năm 1381), nhà lãnh đạo của những người nông dân bất hạnh chống lại Richard II. Song, chưa có chứng cứ nào về gia phả chứng minh mối quan hệ này.

## Gia đình

### Cha
Cha là John Tyler (1747-1813). Một điền chủ, sở hữu khoảng 40 nô lệ. Ông là bạn đồng thời và là người ngưỡng mộ Thomas Jefferson và ủng hộ mạnh mẽ cuộc cách mạng Mỹ. Sau chiến tranh, ông phản đối Hiến pháp Hoa Kỳ, coi đó là việc tiếm quyền của bang. Bản Tuyên ngôn nhân quyền đã phần nào giảm bớt sự thù địch của ông. Ông là thống đốc bang Virginia từ năm 1809 đến năm 1811, khi được chỉ định làm thẩm phán Toà án Hoa Kỳ ở vùng Virginia. Ông mất khi người con nổi tiếng nhất đang là thành viên của Viện dân biểu bang Virginia.

## Nhiệm kỳ Tổng thống
Trong năm 1841, Đảng Whig do Henry Clay chủ trì đã hai lần đề xuất phải khôi phục lại ngân hàng trung ương tư hữu và phế bỏ chế độ tài chính độc lập, kết quả cả hai lần đều bị người kế nhiệm của tổng thống Harrison là phó tổng thống John Tyler phủ quyết. Henry Clay tức giận và xấu hổ đã ra lệnh khai trừ John Tyler ra khỏi đảng Whig, kết quả là tổng thống John Tyler "may mắn" trở thành vị tổng thống "mồ côi" bị khai trừ ra khỏi đảng duy nhất trong lịch sử nước Mỹ.

## Hậu Tổng thống
John Tyler từng muốn hợp nhất miền Bắc và miền Nam trước khi nội chiến diễn ra nhưng không thành, nên ông đã theo phe miền Nam, nói ngắn gọn Tyler là người duy nhất bị buộc tội phản quốc ở đất nước ông từng đương nhiệm chức vụ tổng thống.